# Roland Wilén
Roland Gunnar Arnold Willén, född 26 oktober 1926 i Linköpings domkyrkoförsamling, död 29 juli 2016, var en svensk skådespelare. Han var elev vid Norrköping-Linköping stadsteaters elevskola 1949-1952. Han tillhörde sedan teaterns fasta ensemble fram till 1984, med undantag för 1966-1968 då han verkade vid Uppsala-Gävle Stadsteater.
Han är begravd i minneslunden på Västra kyrkogården i Linköping.

## Filmografi
- 1964 – Svenska bilder – Redaktören i båten

## Teaterroller (ej komplett)
| År   | Roll                            | Produktion                                                              | Regi                            | Teater                           |
| ---- | ------------------------------- | ----------------------------------------------------------------------- | ------------------------------- | -------------------------------- |
| 1949 |                                 | Radiobragden Charlotte B Chorpenning                                    | Pär-Edward Wahlgren             | Norrköping-Linköping stadsteater |
| 1950 |                                 | Utanför dörren Wolfgang Borchert                                        | Johan Falck                     | Norrköping-Linköping stadsteater |
| 1950 |                                 | Tripp, Trapp, Troll Josef Halfen                                        | Pär-Edward Wahlgren             | Norrköping-Linköping stadsteater |
| 1950 |                                 | Hans nåds testamente Hjalmar Bergman                                    | Johan Falck                     | Norrköping-Linköping stadsteater |
| 1950 |                                 | De rättrådiga Albert Camus                                              | Johan Falck                     | Norrköping-Linköping stadsteater |
| 1950 |                                 | Äventyr på Angantyr Sune Bergström                                      | Pär-Edward Wahlgren             | Norrköping-Linköping stadsteater |
| 1951 |                                 | Sällskapsresan Leck Fischer                                             | Thore Wallengren                | Norrköping-Linköping stadsteater |
| 1951 |                                 | Robespierre Rudolf Värnlund                                             | Johan Falck                     | Norrköping-Linköping stadsteater |
| 1952 |                                 | Tiger-Harry Tore Zetterholm                                             | Johan Falck                     | Norrköping-Linköping stadsteater |
| 1952 |                                 | Drömresan Gunnar Falk                                                   | Sture Ericson                   | Norrköping-Linköping stadsteater |
| 1952 | Malört                          | Askungen Charlotte B Chorpenning                                        | Sture Ericson                   | Norrköping-Linköping stadsteater |
| 1952 | Charles                         | Lorden från gränden L Arthur Rose och Noel Gay                          | Nils Poppe                      | Norrköping-Linköping stadsteater |
| 1953 | Brudgummen                      | Peer Gynt Henrik Ibsen                                                  | Johan Falck                     | Norrköping-Linköping stadsteater |
| 1953 | Arthur                          | Ljuva ungdomstid Eugene O’Neill                                         | Rune Carlsten                   | Norrköping-Linköping stadsteater |
| 1953 |                                 | Skattkammarön Robert Louis Stevenson                                    | Sture Ericson                   | Norrköping-Linköping stadsteater |
| 1953 |                                 | Tolvskillingsoperan Bertolt Brecht och Kurt Weill                       | John Zacharias                  | Norrköping-Linköping stadsteater |
| 1953 | Victor Prynne                   | Jag älskar dig, markatta! Noël Coward                                   | John Zacharias                  | Norrköping-Linköping stadsteater |
| 1953 | Jägaren                         | Rödluvan Robert Bürkner                                                 | Ingrid Luterkort                | Norrköping-Linköping stadsteater |
| 1954 | Matros Sims                     | Måsar över Sorrento Hugh Hastings                                       | John Zacharias                  | Norrköping-Linköping stadsteater |
| 1954 | Philip Welch                    | Älskande kvinna (The Deep Blue Sea) Terence Rattigan                    | John Zacharias                  | Norrköping-Linköping stadsteater |
| 1954 | Leonard                         | Henrik och Pernille Ludvig Holberg                                      | Ingrid Luterkort                | Norrköping-Linköping stadsteater |
| 1954 |                                 | Den inbillade sjuke Molière                                             | Lars-Levi Læstadius             | Folkparksturné                   |
| 1954 | Dupont-Dufort d.y.              | Tjuvarnas bal Jean Anouilh                                              | John Zacharias                  | Norrköping-Linköping stadsteater |
| 1954 | Sumata                          | Thehuset Augustimånen John Patrick                                      | Olof Thunberg                   | Norrköping-Linköping stadsteater |
| 1955 | Robert                          | Lilla Helgonet Henri Meilhac, Albert Millaud och Florimond Hervé        | Olof Thunberg                   | Norrköping-Linköping stadsteater |
| 1955 | Fridolf                         | Pippi Långstrump Astrid Lindgren                                        | Bertil Norström                 | Norrköping-Linköping stadsteater |
| 1955 | Howie Newsome                   | Vår lilla stad Thornton Wilder                                          | Ingrid Luterkort                | Norrköping-Linköping stadsteater |
| 1955 | Biondello                       | Så tuktas en argbigga William Shakespeare                               | John Zacharias                  | Norrköping-Linköping stadsteater |
| 1955 | Examensvittnet                  | Jag vill vara en annan Leck Fischer                                     | Kurt-Olof Sundström             | Norrköping-Linköping stadsteater |
| 1955 | Barnaby Tucker                  | Äktenskapsmäklerskan Thornton Wilder                                    | Olof Thunberg                   | Norrköping-Linköping stadsteater |
| 1956 | Benjamin                        | Påsk August Strindberg                                                  | Ingrid Luterkort                | Norrköping-Linköping stadsteater |
| 1956 | En ung man                      | Åh, en så’n pappa! Liam O’Brien                                         | Olof Thunberg                   | Norrköping-Linköping stadsteater |
| 1956 | Markisen                        | Värdshusvärdinnan Carlo Goldoni                                         | Kurt-Olof Sundström             | Norrköping-Linköping stadsteater |
| 1956 | Borgmästaren                    | Vita hästen Hans Müller och Ralph Benatzky                              | John Zacharias                  | Norrköping-Linköping stadsteater |
| 1957 | Marcus, kontorist hos Hansan    | Gustav Vasa August Strindberg                                           | John Zacharias                  | Norrköping-Linköping stadsteater |
| 1957 | Drusus                          | Vägen till Rom Robert E. Sherwood                                       | Kurt-Olof Sundström             | Norrköping-Linköping stadsteater |
| 1957 | Dr Kirkland                     | Natten till den 17 januari Ayn Rand                                     | John Zacharias                  | Norrköping-Linköping stadsteater |
| 1957 |                                 | Den kinesiska asken Finn Methling                                       | Lars-Erik Liedholm              | Norrköping-Linköping stadsteater |
| 1957 | Robert                          | Simones drömmar Bertolt Brecht och Hanns Eisler <                       | Kurt-Olof Sundström             | Norrköping-Linköping stadsteater |
| 1957 | Utrikesministern                | Lysistrate Aristofanes                                                  | Olof Thunberg                   | Norrköping-Linköping stadsteater |
| 1958 | Barberaren Mäster Niklas        | Don Quijote – Riddaren av den sorgliga skepnaden Wulf Leisner           | Lars-Erik Liedholm              | Norrköping-Linköping stadsteater |
| 1958 |                                 | Gäst i gryningen Alejandro Casona                                       | Gösta Folke                     | Norrköping-Linköping stadsteater |
| 1958 | Konstapel O'Hara                | Arsenik och gamla spetsar Joseph Kesselring                             | Olof Thunberg                   | Intiman                          |
| 1958 | Paul                            | Efter levande modell Michel Arnaud                                      | Lars-Erik Liedholm              | Norrköping-Linköping stadsteater |
| 1958 | Sir William Bagot               | Richard II William Shakespeare                                          | Olof Widgren och John Zacharias | Norrköping-Linköping stadsteater |
| 1959 | David Bowman                    | Den stora drömmen Robert Bolt                                           | Lars-Erik Liedholm              | Norrköping-Linköping stadsteater |
| 1959 | Brasset                         | Här dansar Charleys tant George Abbot och Frank Loesser                 | Lars-Erik Liedholm              | Norrköping-Linköping stadsteater |
| 1959 | Lord Canterville                | Spöket på Canterville Bernt Callenbo                                    | Bertil Norström                 | Norrköping-Linköping stadsteater |
| 1959 | Domaren                         | Den vackra mjölnarfrun Alejandro Casona                                 | Sam Besekow                     | Norrköping-Linköping stadsteater |
| 1959 |                                 | Ung och grön Dorothy Reynolds och Julian Slade                          | Ingrid Luterkort                | Norrköping-Linköping stadsteater |
| 1959 | Joosens                         | Frestelse Jacques Deval                                                 | John Zacharias                  | Norrköping-Linköping stadsteater |
| 1959 | Ek                              | Ett resande teatersällskap August Blanche                               | Bertil Norström                 | Norrköping-Linköping stadsteater |
| 1959 | Hotelluppassaren                | Den beskedlige älskaren Graham Greene                                   | Lars Barringer                  | Norrköping-Linköping stadsteater |
| 1960 | Volontären                      | Gisslan Brendan Behan                                                   | Lars Barringer                  | Norrköping-Linköping stadsteater |
| 1960 | Despréaux, dansmästare          | Napoleons tvätterska Victorien Sardou och Émile Moreau                  | John Zacharias                  | Norrköping-Linköping stadsteater |
| 1960 | Podkolesin                      | Giftermålet Nikolai Gogol                                               | Sture Ericson                   | Norrköping-Linköping stadsteater |
| 1960 | En notarie                      | Äktenskapsskolan Molière                                                | Rune Carlsten                   | Norrköping-Linköping stadsteater |
| 1960 |                                 | Folk och rövare i Kamomilla stad Thorbjørn Egner och Bjarne Amdahl      | Bertil Norström                 | Norrköping-Linköping stadsteater |
| 1961 | Inspektor Nyberg                | Dunungen Selma Lagerlöf                                                 | Sture Ericson                   | Norrköping-Linköping stadsteater |
| 1961 | Lasse Munter                    | Miss 6 Bertil Norström och Gunnar Hoffsten                              | Jackie Söderman                 | Norrköping-Linköping stadsteater |
| 1961 | Gubben                          | Nattkyparen Vilhelm Moberg                                              | John Zacharias                  | Norrköping-Linköping stadsteater |
| 1961 | Jaques                          | Så tuktas en hustyrann John Fletcher                                    | Lars Barringer                  | Norrköping-Linköping stadsteater |
| 1961 |                                 | Folk och rövare i Kamomilla stad Thorbjørn Egner och Bjarne Amdahl      | Bertil Norström                 | Norrköping-Linköping stadsteater |
| 1961 | Lektor Barfoth                  | Markurells i Wadköping Hjalmar Bergman                                  | Rune Carlsten                   | Norrköping-Linköping stadsteater |
| 1962 | Överkonstapel Whistler          | Hederligt folk Paul Vincent Carroll                                     | Bertil Norström                 | Norrköping-Linköping stadsteater |
| 1962 | Pontagnac                       | Fruar på vift Georges Feydeau                                           | Lars Barringer                  | Norrköping-Linköping stadsteater |
| 1962 | Lakejen Erik                    | Jeppe på berget Ludvig Holberg                                          | John Zacharias                  | Norrköping-Linköping stadsteater |
| 1962 |                                 | Kungens paket Staffan Tjerneld och Alf Henrikson                        | Öllegård Wellton                | Norrköping-Linköping stadsteater |
| 1963 | Julien Morestan, notarie        | Tokan Marcel Achard                                                     | Bertil Norström                 | Norrköping-Linköping stadsteater |
| 1963 | Markis de Mascarille            | De löjliga mamsellerna Molière                                          | Lars Gerhard Norberg            | Norrköping-Linköping stadsteater |
| 1963 | Toni                            | I hemligaste laget Arthur Watkyn                                        | Sture Ericson                   | Norrköping-Linköping stadsteater |
| 1963 | Julian Christoforou             | Ögon till att se Peter Shaffer                                          | Lars Barringer                  | Norrköping-Linköping stadsteater |
| 1964 | Advokat Fleurt                  | Blå tulpaner Françoise Sagan                                            | John Zacharias                  | Norrköping-Linköping stadsteater |
| 1964 | Ernst Heinrich Ernesti          | Fysikerna Friedrich Dürrenmatt                                          | Lars Barringer                  | Norrköping-Linköping stadsteater |
| 1964 | Den gamle skådespelaren         | Fantasticks Tom Jones och Harvey Schmidt                                | Lars Gerhard Norberg            | Norrköping-Linköping stadsteater |
| 1964 | Coquet                          | Grop åt andra Pierre-Aristide Bréal                                     | Lars Barringer                  | Norrköping-Linköping stadsteater |
| 1964 | Baron Nikolaj Lvovitj Tuzenbach | Tre systrar Anton Tjechov                                               | Lars Barringer                  | Norrköping-Linköping stadsteater |
| 1965 | Mr Praed                        | Mrs Warrens yrke George Bernard Shaw                                    | Sture Ericson                   | Norrköping-Linköping stadsteater |
| 1965 |                                 | Soldaten Svejk Karl Larsen                                              | Lars Gerhard Norberg            | Norrköping-Linköping stadsteater |
| 1965 |                                 | Kejsarens nya kläder Per Edström och Carl-Axel Dominique                | Ernst Günther                   | Norrköping-Linköping stadsteater |
| 1965 | Hans Bethe                      | Fallet Oppenheimer Heinar Kipphardt                                     | John Zacharias                  | Norrköping-Linköping stadsteater |
| 1965 | Personalchefen                  | Herr Fancy Arthur Johansson                                             | John Zacharias                  | Norrköping-Linköping stadsteater |
| 1965 | Portvakten                      | Huset Werner Aspenström                                                 | Sture Ericson                   | Norrköping-Linköping stadsteater |
| 1966 |                                 | Människan — detta underliga djur Gabriel Arout                          | Bertil Norström                 | Norrköping-Linköping stadsteater |
| 1966 | Rudolf                          | Kurvan Tankred Dorst                                                    | Sture Ericson                   | Norrköping-Linköping stadsteater |
| 1968 | Fadern Henrik                   | Biografi Max Frisch                                                     | Torsten Sjöholm                 | Norrköping-Linköping stadsteater |
| 1968 | Syster Siv                      | Hemmet Kent Andersson och Bengt Bratt                                   | Lars Gerhard Norberg            | Norrköping-Linköping stadsteater |
| 1969 | Jansson                         | Den verklige kommissarie Schäfer Tom Stoppard                           | Torsten Sjöholm                 | Norrköping-Linköping stadsteater |
| 1969 | Benefico                        | Emigranten från Brisbane Georges Schehadé                               | Bertil Norström                 | Norrköping-Linköping stadsteater |
| 1969 |                                 | Halva kungariket Allan Edwall                                           | Lars Gerhard Norberg            | Norrköping-Linköping stadsteater |
| 1970 | Ola i Gyllby                    | Wermlännigarne Fredrik August Dahlgren och Andreas Randel               | Bertil Norström                 | Norrköping-Linköping stadsteater |
| 1970 | Kapten Starkey                  | Hoppa — vi har nät Joseph Heller                                        | Torsten Sjöholm                 | Norrköping-Linköping stadsteater |
| 1970 | Wilhelm Balas                   | Ut med språket Václav Havel                                             | Lars Gerhard Norberg            | Norrköping-Linköping stadsteater |
| 1970 | Shpigelskij, doktor             | En månad på landet Ivan Turgenev                                        | John Zacharias                  | Norrköping-Linköping stadsteater |
| 1970 | Niklas Botten                   | En midsommarnattsdröm William Shakespeare                               | Torsten Sjöholm                 | Norrköping-Linköping stadsteater |
| 1971 | Herr Westin                     | Sandlådan Kent Andersson                                                | Lars Gerhard Norberg            | Norrköping-Linköping stadsteater |
| 1971 | Harry Kahn                      | Hönssoppa med korngryn Arnold Wesker                                    | John Zacharias                  | Norrköping-Linköping stadsteater |
| 1971 | Pjotr Bobtjinskij               | Revisorn Nikolaj Gogol                                                  | Lars Gerhard Norberg            | Norrköping-Linköping stadsteater |
| 1972 | Deeley                          | Gamla tider Harold Pinter                                               | Hans Elfvin                     | Norrköping-Linköping stadsteater |
| 1972 | Sven-Artur                      | Välkommen Allan Edwall                                                  | Lars Gerhard Norberg            | Norrköping-Linköping stadsteater |
| 1972 |                                 | West Side Story Arthur Laurents, Leonard Bernstein och Stephen Sondheim | John Zacharias                  | Norrköping-Linköping stadsteater |
| 1972 | Philip Markhammar               | Hoppsan i sängen Ray Cooney och John Chapman                            | John Zacharias                  | Norrköping-Linköping stadsteater |
| 1973 | Ozzie                           | I blindo David Rabe                                                     | Hans Elfvin                     | Norrköping-Linköping stadsteater |
| 1973 | Baron von Münchhausen           | Baron von Münchhausens berättelser Torsten Sjöholm och Roland Wilén     |                                 | Norrköping-Linköping stadsteater |
| 1973 | Maurice                         | Brott och brott August Strindberg                                       | John Zacharias                  | Norrköping-Linköping stadsteater |
| 1973 | Lickcheese                      | Änklingars hus George Bernard Shaw                                      | Johan Falck                     | Norrköping-Linköping stadsteater |
| 1974 |                                 | Leva loppan Georges Feydeau                                             | Lars Gerhard Norberg            | Norrköping-Linköping stadsteater |
| 1974 | Första kirurgen                 | Drottningens juvelsmycke Carl Jonas Love Almqvist                       | Torsten Sjöholm                 | Norrköping-Linköping stadsteater |
| 1975 | Leonid Andrejevitj Gajev        | Körsbärsträdgården Anton Tjechov                                        | Gunnel Lindblom                 | Norrköping-Linköping stadsteater |
| 1975 | Nelson Santesson                | Göta Kanal Lars Gerhard Norberg, Bertil Norström och Jan-Olof Lindstedt | Lars Gerhard Norberg            | Norrköping-Linköping stadsteater |
| 1975 |                                 | Den fula ankungen H.C. Andersen                                         | Svend Bunch                     | Norrköping-Linköping stadsteater |
| 1975 |                                 | Skälmen från Bokhara Leonid Solovjev                                    | Göran Sarring                   | Norrköping-Linköping stadsteater |
| 1975 |                                 | Glasblåsarns barn Maria Gripe                                           | Göran Sarring                   | Norrköping-Linköping stadsteater |
| 1976 |                                 | Den röda draken Alfred Bradley                                          | Margreth Weivers                | Norrköping-Linköping stadsteater |
| 1976 | Geoffrey Damien Jackson         | Gin och bitter lemon Alan Ayckbourn                                     | Torsten Sjöholm                 | Norrköping-Linköping stadsteater |
| 1976 | Tredje guden                    | Den goda människan från Sezuan Bertolt Brecht och Paul Dessau           | Lars Gerhard Norberg            | Norrköping-Linköping stadsteater |
| 1977 | Gregorius                       | Romeo och Julia William Shakespeare                                     | Hans Elfvin                     | Norrköping-Linköping stadsteater |
| 1977 | Ragnar Runriksson               | Söndagpromenaden Lars Forssell                                          | Lars Gerhard Norberg            | Norrköping-Linköping stadsteater |